# 戸高一生
戸高 一生（とたか かずみ、本名同じ、1967年8月23日 - ）は、主にゲームミュージックを手掛ける日本の男性作曲家、ヴィブラフォン奏者、声優。任天堂情報開発本部技術部技術課サウンドコンポーザー担当。東京都出身。国立音楽大学卒業。愛称はとたけけ。マリオシリーズのヨッシーの声優、どうぶつの森シリーズに登場するキャラクター・とたけけのモデルとしても知られている。

## プロフィール
代表的な担当作品に『ヨッシーストーリー』、『どうぶつの森』シリーズなどがある。コミカルかつお洒落なサウンドを特長とする。「とたけけ」の愛称があり、『ゼルダの伝説 夢をみる島』では猿の、『どうぶつの森』シリーズには犬の「とたけけ」が登場している（『どうぶつの森』シリーズの「とたけけ」に関してはとたけけを参照）。
ヨッシーの声優として知られるが、他にマリオシリーズのキャサリン、『ルイージマンション』のオヤ・マー博士、『ピクミン2』にも声優として参加している。ただし、作中で聴くことのできる声は収録した戸高の声が加工されたものであり、地声ではない。各ゲームで使われているヨッシーの声は、『ヨッシーストーリー』用に収録した声を使い回しているものであったが、2000年代後半頃からは新たに収録・加工した声も使われるようになった。『スーパーマリオギャラクシー2』の開発にあたり、約10年ぶりにヨッシーの声を録音し直した。
眉毛はかなり太く、二重瞼である。また髭を持ち、これに関し戸高は「おっさんだからか」とコメントしている。趣味はもちろん音楽、好きな食べ物はカレーライスとのこと（『どうぶつの森』をプレイするときは「カレーライスむら」の「けけ」とのこと）。プライベートでの音楽活動も充実しており、主に関西を中心に自己のバンド"a slice of life"などにて精力的に活動している。また、同バンドのリーダーでもある。主な担当楽器はヴィブラフォン。
後述の参加作品のいくつかには『けけソング』といわれる曲が、『X』を始めとした作品での隠し要素として『特定の場所で○分間待つ』『特定のワードを入力する』等といった方法で流れるものがある。基本的には単音の短めの曲であるが、作品によってはアレンジされたものも存在する。

## 作品

### 開発に関わったゲーム作品
- 1990年 - F1レース（ゲームボーイ版、クレジットデータより。ただし担当役職は不明）
- 1992年 - X
- 1992年 - マリオペイント（田中宏和、吉冨亮二と共同）
- 1992年 - スーパーマリオランド2 6つの金貨
- 1992年 - カエルの為に鐘は鳴る
- 1993年 - ゼルダの伝説 夢をみる島（サウンドプログラム、サウンドエフェクト[3]）
- 1995年 - バーチャルボーイワリオランド アワゾンの秘宝
- 1996年 - ウェーブレース64
- 1997年 - ヨッシーストーリー
- 1999年 - マリオアーティスト ペイントスタジオ
- 2000年 - マリオアーティスト タレントスタジオ
- 2000年 - マリオアーティスト ポリゴンスタジオ
- 2000年 - マリオテニス64（原曲提供）
- 2001年 - どうぶつの森（サウンドディレクション）
- 2001年 - ルイージマンション（田中しのぶと共同）
- 2001年 - どうぶつの森+（サウンドディレクション）
- 2003年 - どうぶつの森e+（サウンドディレクション）
- 2004年 - ピクミン2（サウンドディレクション）
- 2004年 - ニンテンドーDS（本体システムサウンド）
- 2005年 - キャッチ!タッチ!ヨッシー!（サウンドディレクション）
- 2005年 - おいでよ どうぶつの森（サウンドディレクション）
- 2006年 - Wii（WiiショッピングチャンネルBGM[4]、似顔絵チャンネルBGM、MiiコンテストチャンネルBGM）
- 2006年 - Wii Sports（サウンドディレクションも兼任）
- 2006年 - 健康応援レシピ1000 DS献立全集
- 2007年 - ヨッシーアイランドDS（サウンドスーパーバイザー）
- 2008年 - 大乱闘スマッシュブラザーズX（一部の曲の編曲）
- 2008年 - Wii Music（ディレクター）
- 2008年 - 街へいこうよ どうぶつの森（サウンドディレクション）
- 2010年 - X-RETURNS
- 2012年 - とびだせ どうぶつの森（サウンドディレクション）
- 2013年 - ルイージマンション2（サウンドスーパーバイザー）
- 2013年 - Wii Sports Club
- 2014年 - ヨッシー New アイランド（サウンドディレクション）
- 2014年 - 大乱闘スマッシュブラザーズ for Wii U（一部の曲の編曲）
- 2015年 - ヨッシー ウールワールド（メインテーマ作曲および編曲）
- 2015年 - どうぶつの森 ハッピーホームデザイナー（サウンドディレクション）
- 2018年 - 大乱闘スマッシュブラザーズ SPECIAL（一部の曲の編曲）
- 2020年 - あつまれ どうぶつの森（サウンドディレクション）

### 映画・映像
- 2006年 - 劇場版 どうぶつの森（音楽）

### 声優
- 1997年 - ヨッシーストーリー（ヨッシー）
- 1999年 - ニンテンドウオールスター!大乱闘スマッシュブラザーズ（ヨッシー）
- 2000年 - マリオテニス64（ヨッシー、ヘイホー）
- 2001年 - どうぶつの森（とたけけ ※ライブ時）
- 2001年 - マリオカートアドバンス（ヨッシー）
- 2001年 - ルイージマンション（オヤ・マー博士）
- 2001年 - 大乱闘スマッシュブラザーズDX（ヨッシー）
- 2001年 - どうぶつの森+（とたけけ ※ライブ時）
- 2001年 - ピクミン（キャプテン・オリマー）
- 2002年 - スーパーマリオアドバンス3（ヨッシー、ヘイホー）
- 2002年 - スーパーマリオサンシャイン（ヨッシー）
- 2002年 - マリオパーティ4（ヨッシー）
- 2003年 - NINTENDOパズルコレクション（ヨッシー）
- 2003年 - どうぶつの森e+（とたけけ ※ライブ時）
- 2003年 - マリオゴルフ ファミリーツアー（ヨッシー、キャサリン）
- 2003年 - マリオカート ダブルダッシュ!!（ヨッシー、キャサリン）
- 2003年 - マリオパーティ5（ヨッシー）
- 2003年 - マリオ&ルイージRPG（ヨッシー、オヤ・マー博士）
- 2004年 - メタルギアソリッド ザ・ツインスネークス（ヨッシー人形 GC版のみに登場する）
- 2004年 - マリオゴルフGBAツアー（ヨッシー）
- 2004年 - マリオテニスGC（ヨッシー、キャサリン）
- 2004年 - ヨッシーの万有引力（ヨッシー）
- 2004年 - マリオパーティ6（ヨッシー、オヤ・マー博士）
- 2004年 - スーパーマリオ64DS（ヨッシー）
- 2004年 - ピクミン２（キャプテン・オリマー、ルーイ、ル・チャチョー、ドルフィン初号機）
- 2005年 - キャッチ!タッチ!ヨッシー!（ヨッシー）
- 2005年 - スーパーマリオスタジアム ミラクルベースボール（ヨッシー、キャサリン）
- 2005年 - マリオテニスアドバンス（ヨッシー）
- 2005年 - マリオカート アーケードグランプリ（ヨッシー）
- 2005年 - マリオパーティ7（ヨッシー、キャサリン）
- 2005年 - おいでよ どうぶつの森（とたけけ ※ライブ時）
- 2005年 - マリオカートDS（ヨッシー）
- 2005年 - マリオ&ルイージRPG2（ヨッシー、オヤ・マー博士）
- 2006年 - スーパーマリオストライカーズ（ヨッシー、キャサリン）
- 2006年 - New スーパーマリオブラザーズ（ヨッシー）
- 2006年 - マリオバスケ 3on3（ヨッシー、キャサリン）
- 2006年 - 劇場版 どうぶつの森（とたけけ ※ライブ時）
- 2007年 - ヨッシーアイランドDS（ヨッシー）
- 2007年 - マリオカート アーケードグランプリ2（ヨッシー）
- 2007年 - マリオストライカーズ チャージド（ヨッシー、キャサリン）
- 2007年 - マリオパーティ8（ヨッシー、キャサリン）
- 2007年 - マリオ&ソニック AT 北京オリンピック（ヨッシー）
- 2007年 - マリオパーティDS（ヨッシー）
- 2008年 - 大乱闘スマッシュブラザーズX（ヨッシー）
- 2008年 - マリオカートWii（ヨッシー、キャサリン）
- 2008年 - スーパーマリオスタジアム ファミリーベースボール（ヨッシー、キャサリン）
- 2008年 - 街へいこうよ どうぶつの森（とたけけ ※ライブ時）
- 2009年 - マリオ&ソニック AT バンクーバーオリンピック（ヨッシー）
- 2010年 - スーパーマリオギャラクシー2（ヨッシー）
- 2010年 - MARIO SPORTS MIX（ヨッシー）
- 2011年 - マリオ&ソニック AT ロンドンオリンピック（ヨッシー、キャサリン）
- 2011年 - マリオカート7（ヨッシー）
- 2012年 - マリオパーティ9（ヨッシー、キャサリン）
- 2012年 - マリオテニス オープン（ヨッシー）
- 2012年 - とびだせ どうぶつの森（とたけけ ※ライブ時）
- 2012年 - ペーパーマリオ スーパーシール（ヨッシースフィンクス）
- 2012年 - New スーパーマリオブラザーズ U（ヨッシー）
- 2013年 - ルイージマンション2（オヤ・マー博士）
- 2013年 - New スーパールイージ U（ヨッシー）
- 2013年 - マリオ&ルイージRPG4 ドリームアドベンチャー（ヨッシー）
- 2013年 - マリオカート アーケードグランプリDX（ヨッシー）
- 2013年 - ソニック ロストワールド（ヨッシー Wii U版の配信ステージ「ヨッシーアイランドZone」に登場する）
- 2013年 - マリオ&ソニック AT ソチオリンピック（ヨッシー、キャサリン）
- 2013年 - ピクミン３（キャプテン・オリマー、ルーイ）
- 2014年 - マリオパーティ アイランドツアー（ヨッシー、キャサリン）
- 2014年 - ヨッシーNewアイランド（ヨッシー）
- 2014年 - マリオゴルフ ワールドツアー（ヨッシー、キャサリン）
- 2014年 - マリオカート8（ヨッシー）
- 2014年 - 大乱闘スマッシュブラザーズ for Nintendo 3DS / Wii U（ヨッシー）
- 2015年 - マリオパーティ10（ヨッシー）
- 2015年 - ヨッシー ウールワールド（ヨッシー）
- 2015年 - マリオ&ルイージRPG ペーパーマリオMIX（ヨッシー）
- 2016年 - マリオテニス ウルトラスマッシュ（ヨッシー）
- 2016年 - マリオ&ソニック AT リオオリンピック（ヨッシー、キャサリン）
- 2016年 - ミニマリオ & フレンズ amiiboチャレンジ（ミニヨッシー）
- 2016年 - ペーパーマリオ カラースプラッシュ（ヨッシー）
- 2016年 - マリオパーティ スターラッシュ（ヨッシー）
- 2017年 - ポチと! ヨッシー ウールワールド（ヨッシー）
- 2017年 - マリオスポーツ スーパースターズ（ヨッシー、キャサリン）
- 2017年 - マリオ&ルイージRPG1 DX（ヨッシー、オヤ・マー博士）
- 2017年 - スーパーマリオ オデッセイ（ヨッシー）
- 2017年 - マリオパーティ100 ミニゲームコレクション（ヨッシー）
- 2017年 - Hey！ピクミン（キャプテン・オリマー）
- 2018年 - マリオテニス エース（ヨッシー、キャサリン）
- 2018年 - マリオ+ラビッツ キングダムバトル（ヨッシー）
- 2018年 - スーパー マリオパーティ（ヨッシー、キャサリン）
- 2018年 - 大乱闘スマッシュブラザーズ SPECIAL（ヨッシー）
- 2019年 - ヨッシークラフトワールド（ヨッシー）
- 2019年 - マリオカート ツアー（ヨッシー、キャサリン）
- 2019年 - ルイージマンション3（オヤ・マー博士）
- 2019年 - マリオ&ソニック AT 東京2020オリンピック（ヨッシー）
- 2021年 - マリオゴルフ スーパーラッシュ（ヨッシー）
- 2021年 - マリオパーティスーパースターズ（ヨッシー、キャサリン）
- 2023年 - ピクミン4（オリマー、ルーイ、コリー、シュナウズ、ヨーク）
- 2025年 - マリオカート ワールド（ヨッシー）